# Île des Pingouins
L'île des Pingouins è un'isola dell'arcipelago delle Isole Crozet.
Il suo nome attuale deriva da una traduzione sbagliata dell'inglese "Penguin Island" (Pinguino in francese è "manchot", mentre "pingouin" significa alca).
L'île des Pingouins fa parte del gruppo occidentale dell'arcipelago. Si trova a circa 30 km a sud-est dell'île aux Cochons, la più grande del gruppo.

## Storia
È attribuita al navigatore francese Nicolas Thomas Marion-Dufresne la scoperta dell'isola, a cui, nel 1772, diede il nome di « Isola inaccessibile », la quale fu tuttavia riconosciuta ufficialmente soltanto nel 1837. In seguito, però, nel XIX secolo, i cacciatori di foche inglesi e americani la chiamarono Penguin Island per via delle numerose colonie di pinguini che vi risiedevano.

## Geologia
L'île des Pingouins è, insieme agli îlots des Apôtres (in italiano "isolotti degli Apostoli"), ciò che oggi resta un importante vulcano un tempo situato a sud-ovest dell'île aux Cochons. Le scogliere verticali dell'isola mostrano dei depositi ben stratificati di ialoclastite sormontati da grandi massi e da colate laviche in cima, il che è probabilmente il risultato di una serie di eruzioni sottomarine effusive.
Secondo una misura geocronologica l'apparizione dell'isola risalirebbe ad 1,1 milioni di anni fa.

## Ambiente
L'île des Pingouins, così come le altre isole dell'arcipelago, è una zona protetta in quanto facente parte della Riserva Naturale Nazionale delle Terre Australi Francesi. Tale protezione ricopre sia lo spazio terrestre dell'isola che le sue acque territoriali. Pertanto sono autorizzate in essa esclusivamente attività legate alla ricerca scientifica e tecnica..